# 圣马梅尔
圣马梅尔（法語：Saint-Mamert，法語發音：[sɛ̃ mamɛʁ]）是法国罗讷省的一个旧市镇，属于索恩河畔自由城区。2019年，圣马梅尔与临近的7个市镇合并为新市镇德格罗讷。

## 地理
圣马梅尔（46°15'2"N, 4°34'57"E）面积3.21 平方千米，位于法国奥弗涅-罗讷-阿尔卑斯大区罗讷省，该省份为法国中东部省份，北起顺时针与索恩-卢瓦尔省、安省、里昂大都会、伊泽尔省和卢瓦尔省接壤。
与圣马梅尔接壤的市镇（或旧市镇、城区）包括：特拉德、乌鲁、圣克里斯托夫、圣雅克德萨雷。

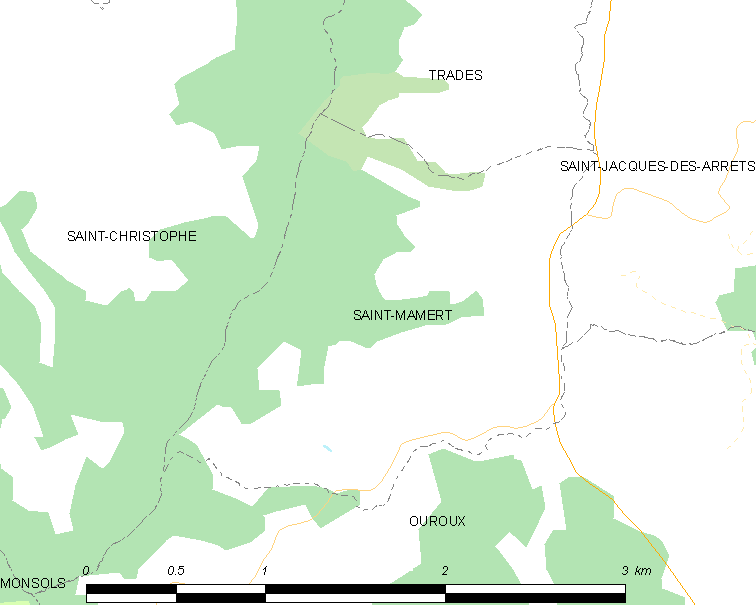
圣马梅尔的OSM定位图

圣马梅尔的时区为UTC+01:00、UTC+02:00（夏令时）。

## 行政
圣马梅尔的邮政编码为69860，INSEE市镇编码为69224。

## 政治
圣马梅尔所属的省级选区为蒂济莱布尔县。

## 人口

1962-2008年间圣马梅尔人口变化图示

圣马梅尔于2018年1月1日时的人口数量为73人。